# Boesenbergia apiculata
Boesenbergia apiculata là một loài thực vật có hoa trong họ Gừng. Loài này được (Valeton) Loes. mô tả khoa học đầu tiên năm 1930.